# Руа, Патрик (политик)
Патрик Руа (фр. Patrick Roy; 30 августа 1957, Денен, Франция — 3 мая 2011, Валансьен, Франция) — французский политический деятель, депутат Национального собрания от Социалистической партии (2002—2011).

## Биография
Патрик Руа родился 30 августа 1957 года в городке Денен (департамент Нор). С 2001 по 2011 годы был депутатом Национального собрания и входил во фракцию Социалистической партии.
Руа был известен любовью к яркой одежде и музыке хеви-метал. Своё увлечение тяжёлым роком он активно защищал во многих дебатах.
В Национальном собрании Руа был известен несколько экстравагантным поведением. Он мог перебивать оратора, вставляя едкие замечания, особенно если выступал член правой фракции Союза за народное движение. Председатель Национального собрания часто должен был призывать его к порядку. В свою очередь, депутаты правой фракции освистывали Руа во время его выступлений. Его поведение в Национальном собрании часто высмеивалось известным французским журналистом Янном Барте в телевизионной передаче «Лё Пети Журналь», который иронизировал над его бессмысленной суетливостью (фр. la mouche du coche).
В ноябре 2010 года у Руа был диагностирован рак поджелудочной железы. Он умер в ночь со 2 на 3 мая 2011 года в Валансьене. Депутаты Национального собрания почтили память Руа минутой молчания.

## Политическая карьера
- 19 марта 2001 — 11 июля 2002 — помощник мэра Денена;
- 19 марта 2001 — 16 марта 2008 — член Генерального совета департамента Нор;
- 2002—2011 — депутат Национального собрания от 19-го избирательного округа департамента Нор;
- 2008—2011 — мэр Денена.